# 泉ゆきを
泉 ゆきを（いすみ ゆきを、1938年2月23日 - 2022年6月15日）は、山形県出身の漫画家。 
本名：山田弘。
別名義：岩井廣、岩井広、山田広史、山田広美、山田ひろし、泉ゆき雄。
慢性呼吸不全のため死去。83歳没。

## 作品リスト
- 大空の決戦（あたみ社 1956年）岩井廣 名義
- 剣一筋 （東光堂 1957年）
- 撃沈（あたみ社 1957年）岩井廣 名義
- 決戦の翼（あずま社 1957年）岩井廣 名義
- 風雲夢想流（あずま社 1957年）岩井廣 名義
- 恐怖の影（あたみ社 1958年）岩井広 名義
- 殺人椅子（あずま社 1958年）山田広史 名義
- 走れ譲二（あずま社 1958年）山田広美 名義
- 白鳥の湖（あずま社 1958年）山田ひろし 名義
- 耳をすます少女（あずま社 1958年）
- 嵐三郎探偵シリーズ　地獄への招待（めばえ書房 1958年）
- 竜虎の剣（日の丸 1959年新年増刊号）
- 円盤少年（日の丸 1959年夏の大増刊）
- タンクボーイ（漫画王 1959年9月号）
- スーパー・コング（漫画王 1959年11月号 - 1960年4月号）
- 宇宙ロケット戦争（日の丸 1960年お年玉増刊号）
- まじゅつしと少年探偵団（原作：江戸川乱歩、たのしい四年生 1960年6月号 - 11月号）
- 怪人二十面相と少年探偵団（原作：江戸川乱歩、たのしい四年生 1960年12月号 - 1961年3月号）
- タイガー少年（まんが王 1960年夏休み増刊号）
- もうれついなずま部隊（たのしい四年生 1961年4月号 - 1962年3月号）
- ジャイアン（たのしい五年生 1961年4月号 - 1962年3月号）
- 怪戦艦0（別冊まんが王 1961年お正月大増刊）
- 死のグローブ（冒険王 1962年新年増刊号「拳銃ブック」）
- まけるな力（たのしい三年生 1962年7月号付録
- げんこつGメン （たのしい三年生 1962年3月号付録、たのしい四年生 1962年4月号付録 - 12月号付録）
- もうれついなずま部隊（たのしい五年生 1962年4月号 - 1963年3月号）
- Englishくん（冒険王 1963年9月号）
- ほえろ!3号機（冒険王 1963年夏休み増刊号付録「冒険まんがブック」）
- 別れの翼（別冊少年サンデー 1964年11月号）
- 赤ん坊帝国（原作：高野よしてる、少年画報 1964年1月号 - 1965年12月号）
- 全員降下せり（冒険王 1964年お正月大増刊号付録「冒険まんがブック」）
- 海底戦争（まんが王 1965年お正月大増刊号）
- もくすけくん（少年キング 1965年16号）
- 魔人テンペスト（別冊少年キング 1965年1月創刊号）
- 海の王子タンタン（少年ブック 1965年9月号 - 1967年12月号付録）
- デス・フラワー（別冊少年キング 1966年8月号（夏の大ゆかい号））
- ロミの7号車（りぼん 1966年2月増刊号）
- 大マシン（少年 1967年1月号 - 1968年3月号）
- 妖怪家族（まんが王 1967年10月号 - ）
- カッパの千坊（少年画報　1968年4月号 - 12月号付録）
- 100年後のデパート（火星へ進出）（週刊少年サンデー　1968年1月28日号（5号））
- 0式戦闘機104（冒険王 1969年お正月大増刊号）
- 三銃士（講談社名作まんが6　1970年）
- やくそく（少年マガジンコミックス 1971年）
- ゴとうさん（別冊少年マガジン 1971年2月号）
- オトナシくん（別冊少年キング 1971年9月号）
- 男はツライ（冒険王 1971年8月号 - 1972年1月号）
- 漫画のろのろ節